# Бильге Чикшан-каган
Бильге Чикшан-каган (Билгя Чикшан-хан; др. кырг. 𐰋𐰄𐰠𐰏𐰅:𐰱𐰄𐰚𐱁𐰀𐰣:𐰴𐰀𐰣, Bilgä Çiqşan Qan) — каган Кыргызского каганата из рода Ажэ. Упоминается на первом руническом памятнике из Чакуля (сов. село Чаа-Холь, Тыва), обнаруженным В.А. Ошурковым. Эпитафия посвящена сыну кагана — Чиксину, на данный момент находится в Минусинском краеведческом музее. 

## Биография
Бильге Чикшан-каган упоминается на первом руническом памятнике из Чакуля как мудрый правитель государства. Посмертный памятник (эпитафия) была возведена в честь его сына — «принца крови» Чиксина.

## Рунический памятник
Памятник выполнен из очень твердого сланца. Длина 5 футов, ширина 9 дюймов. Эпитафия была найдена в довольно ровным и широком поле, и на одной одной из эпитафий в 6 дюймов было обнаружено грубое изображение человека. На данный момент памятник находится в Минусинском краеведческом музее. Перевод согласно С.Е. Малову:
- 1) От своих товарищей я отделился (умер). Увы! От своих принцесс в теремах я отделился (умер). От восьми своих сыновей я отделился. Увы!
- 2) Я преданно служил моему хану и моему государству. Я служил преданно мудрому моему правителю. Я служил преданно своим товарищам. Моя доблесть...
- 3) Ради моего отца хану Бильгя Чикшану я служил, мой народ.
- 4) Геройскую доблесть мою я дал на службу моему государству, небо... Я отделился от добрых моих товарищей.
- 5) Я печальный Чиксин! Это мой вечный памятник.